# Финал Кубка шотландской лиги 2009
Финал Кубка шотландской лиги 2009 года — финальный поединок розыгрыша Кубка шотландской лиги сезона 2008/09, в котором встречались клубы «Old Firm» — непримиримые соперники «Селтик» и «Рейнджерс». Матч состоялся 15 марта 2009 года на стадионе «Хэмпден Парк» в Глазго. Основное время матча закончилось безголевой ничьей 0:0. На первой минуте дополнительного времени ворота «джерс» поразил ирландский защитник «кельтов» Даррен О’Ди. А перед самым финальным свистком окончательный счёт матча установил вингер «бело-зелёных» Эйден Макгиди, который был точен с одиннадцатиметровой отметки.

## Путь к финалу

### «Селтик»
«Селтик» начал свой путь к финалу с Третьего раунда розыгрыша, где его соперником был клуб Первого шотландского дивизиона «Ливингстон». «Кельты» без проблем преодолели этот барьер, разгромив своих оппонентов со счётом 4:0, благодаря голам Гленна Ловенса, Скотта Брауна, а также «дублю» греческого форварда «бело-зелёных» Йоргоса Самараса. В четвертьфинале «Селтик» отправился на стадион «Регби Парк» в гости к местному «Килмарноку». К перерыву глазговцы вели 2:0 — голы в их составе забили Скотт Макдональд и Сюнсукэ Накамура. На 68-й минуте «килли» усилиями Дэнни Инвинчибиле, казалось бы, вернули надежду на благоприятный для себя исход поединка. Однако через три минуты вингер «кельтов» Эйден Макгиди после отличного разрезающего паса Скотта Брауна нанёс точный результативный удар, установивший окончательный итог матча — 3:1 в пользу «бело-зелёных». Полуфинальный поединок ознаменовал встречу «Селтика» с финалистами прошлого сезона — «Данди Юнайтед». Матч проходил в нервной и ровной борьбе. В основное время голов забито не было, так же как и в дополнительное — были назначены послематчевые пенальти. Команды пробили по 12 раз: у «Селтика» не реализовал свою попытку Ловенс, у «Данди», в свою очередь, промахи были совершены дважды — неудачниками стали Уилки и Флад.
| Раунд         | Дата             | Принимающая команда | Гостевая команда | Счёт                 |
| ------------- | ---------------- | ------------------- | ---------------- | -------------------- |
| Третий раунд  | 23 сентября 2008 | Селтик              | Ливингстон       | 4:0                  |
| Четвертьфинал | 29 октября 2008  | Килмарнок           | Селтик           | 1:3                  |
| Полуфинал     | 28 января 2009   | Селтик              | Данди Юнайтед    | 0:0 (11:10, по пен.) |

### «Рейнджерс»
Так же как и свои оппоненты по дерби «Old Firm» «джерс» начали свою кампанию с Третьего раунда. Первым оппонентом «Рейнджерс» были их земляки из «Партик Тисл». В основное время команды обменялись голами — на мяч форварда «джерс» Криса Бойда «чертополоховые» ответили точным результативным ударом Стивена Маккиоуна. В овертайме удачливее были многократные чемпионы Шотландии — они праздновали минимальную победу благодаря ещё одному забитому голу в исполнении хавбека Педру Мендеша. Стадия 1/4 финала принесла глазговцам спокойную победу 2:0 над «Гамильтон Академикал». В полуфинале «Рейнджерс» крупно били «Фалкирк» — 3:0: «дублем» отметился испанец Начо Ново, ещё один гол на счету Криса Бойда.
| Раунд         | Дата             | Принимающая команда | Гостевая команда     | Счёт |
| ------------- | ---------------- | ------------------- | -------------------- | ---- |
| Третий раунд  | 24 сентября 2008 | Партик Тисл         | Рейнджерс            | 1:2  |
| Четвертьфинал | 28 октября 2008  | Рейнджерс           | Гамильтон Академикал | 2:0  |
| Полуфинал     | 27 января 2009   | Рейнджерс           | Фалкирк              | 3:0  |

## Матч

### Новости команд
Из-за различных травм футболистов и дисквалификаций главные тренеры команд Гордон Стракан и Уолтер Смит не смогли рассчитывать на ряд игроков своих основных составов. Защитник «бело-зелёных» Марк Уилсон вернулся в состав, но по причине недостатка формы он был помещён в запас на этот матч. Травма не позволила принять участие в финале основному центральному полузащитнику «кельтов» Барри Робсон, эту позицию Стракан «закрыл» номинальным центральным защитником Гэри Колдуэллом. Также по разным причинам матч пропускали следующие футболисты «Селтика»: Ли Нейлор, Шон Малони, Пэдди Маккорт, Коки Мидзуно и Вилло Флад.
«Джерс» имел меньшие потери — повреждения не дали принять участие в поединке центральному защитнику Маджиду Бугерра (Уолтер Смит выпустил на эту позицию Кирка Бродфута) и хавбеку Кевину Томсону. Последний, впрочем, травмировался до конца сезона ещё в ноябре 2008 года.
Интересно, что в финале сошлись футболисты, участвовавшие в решающем поединке Кубка Англии 2008 года. Тогда защитник «Селтика» Гленн Ловенс играл за «Кардифф Сити», а полузащитник «Рейнджерс» Педру Мендеш выступал за победителя той встречи — клуб «Портсмут».

### Обзор матча
Основное время матча закончилось безголевой ничьей 0:0. На первой минуте дополнительного времени ворота «джерс» поразил ирландский защитник «кельтов» Даррен О’Ди. А перед самым финальным свистком окончательный счёт матча установил вингер «бело-зелёных» Эйден Макгиди, который был точен с одиннадцатиметровой отметки.

### Отчёт о матче
| Селтик                         | 2:0 (д.в.) | Рейнджерс |
| ------------------------------ | ---------- | --------- |
| О’Ди 91′ · Макгиди 120′ (пен.) | Протокол   |           |

| Селтик | Рейнджерс |

| СЕЛТИК:         |    |                          |      |          |
|                 |    |                          |      |          |
| GK              | 1  | Артур Боруц              | 120' |          |
| RB              | 2  | Андреас Хинкель          | 43'  |          |
| CB              | 22 | Гленн Ловенс             |      |          |
| CB              | 4  | Стивен Макманус (к)      |      |          |
| LB              | 48 | Даррен О’Ди              | 71'  | 106'     |
| RM              | 25 | Сюнсукэ Накамура         |      |          |
| CM              | 5  | Гэри Колдуэлл            |      |          |
| CM              | 8  | Скотт Браун              |      |          |
| LM              | 11 | Пол Хартли               |      | 72'      |
| SS              | 46 | Эйден Макгиди            | 105' |          |
| CF              | 7  | Скотт Макдональд         |      |          |
| Запасные:       |    |                          |      |          |
| GK              | 21 | Марк Браун               |      |          |
| DF              | 12 | Марк Уилсон              |      | 106'     |
| MF              | 17 | Марк Кросас              |      |          |
| FW              | 9  | Йоргос Самарас           |      | 72' 120' |
| FW              | 10 | Ян Веннегор оф Хесселинк |      | 120'     |
| Главный тренер: |    |                          |      |          |
| Гордон Стракан  |    |                          |      |          |

| РЕЙНДЖЕРС:      |    |                    |      |     |
|                 |    |                    |      |     |
| GK              | 1  | Аллан Макгрегор    |      |     |
| RB              | 28 | Стивен Уиттакер    |      |     |
| CB              | 21 | Кирк Бродфут       | 120' |     |
| CB              | 3  | Дэвид Уэйр         | 65'  |     |
| LB              | 5  | Саша Папац         |      |     |
| DM              | 12 | Ли Маккаллох       | 78'  | 82' |
| RM              | 35 | Стивен Дэвис       |      |     |
| CM              | 6  | Барри Фергюсон (к) |      |     |
| CM              | 4  | Педру Мендеш       |      |     |
| LM              | 27 | Кайл Лафферти      |      | 76' |
| CF              | 18 | Кенни Миллер       |      | 58' |
| Запасные:       |    |                    |      |     |
| GK              | 25 | Нил Александер     |      |     |
| MF              | 23 | Кристиан Дейлли    |      | 82' |
| MF              | 2  | Морис Эду          |      |     |
| FW              | 9  | Крис Бойд          |      | 76' |
| FW              | 10 | Начо Ново          | 63'  | 58' |
| Главный тренер: |    |                    |      |     |
| Уолтер Смит     |    |                    |      |     |

| Судейская бригада - Главный судья: Дуги Макдональд - Лайнсмены - Фрэнсис Эндрюс - Джон Бикнелл - Четвёртый судья Калум Мюррей | Регламент матча - 90 минут основного времени. - 30 минут овертайм в случае необходимости. - Послематчевые пенальти в случае необходимости. - Пять запасных с каждой стороны. - Максимальное количество замен — по три с каждой стороны. |

Расшифровка позиций:

GK — вратарь; RB — правый защитник; СВ — центральный защитник; LB — левый защитник; SW — свипер (свободный защитник); RM — правый полузащитник; CM — центральный полузащитник; LM — левый полузащитник; AM — атакующий полузащитник; SS — оттянутый нападающий; CF — центральный нападающий; DF — защитник; MF — полузащитник; FW — нападающий.

### Статистика
|                  | Селтик | Рейнджерс |
| ---------------- | ------ | --------- |
| Голов забито     | 2      | 0         |
| Всего ударов     | 21     | 15        |
| Ударов в створ   | 10     | 6         |
| Владение мячом   | 53 %   | 47 %      |
| Угловые          | 8      | 2         |
| Нарушения        | 8      | 27        |
| Офсайды          | 3      | 10        |
| Жёлтые карточки  | 4      | 3         |
| Красные карточки | 0      | 1         |

## Освещение турнира СМИ
В Великобритании финальный поединок был показан в прямом эфире на телеканале «BBC One Scotland». Помимо этого радиотрансляции матча велись на станциях «BBC Radio Scotland», «BBC Radio nan Gàidheal» и «BBC Radio 5 Live Sports Extra».